# Sune Eriksson
Sune Eriksson, född 19 mars 1939, åländsk politiker (liberal).
Han var medlem i Ålands lagting 1979-2001, lantråd (regeringschef) 1988-1991 samt talman i Ålands lagting 1999-2000. Han var socialminister i Ålands landskapsregering 2001-2003 